# Ernst Broermann
Ernst Broermann (* 1. September 1894 in Oelde; † 29. September 1970 in Bonn) war ein deutscher Psychologe.
Broermann legte das Abitur am Theodorianum in Paderborn ab. Er diente als freiwilliger Reserveoffizier im Ersten Weltkrieg. Dann studierte er an der Universität Münster und am katholischen Institut für wissenschaftliche Pädagogik. Beim Neuscholastiker Max Ettlinger promovierte er 1925 an der Universität Münster über ein psychologisches Thema der Intelligenzforschung. An der katholisch orientierten Pädagogischen Akademie Bonn, ab 1933 Hochschule für Lehrerbildung wurde er 1926 Dozent, 1930 zum Professor erst für Psychologie und Sporterziehung, dann für Psychologie und Pädagogik ernannt. 1939 wurde er eingezogen und diente erst in der Militärpsychologie, ab 1942 zuletzt als Major an der Ostfront. Von 1954 bis 1959 lehrte er wieder an der PH Bonn. Seine Pädagogische Psychologie beeinflusste die Volksschullehrerbildung stark.
Broermann trat zum 1. Mai 1933 in die NSDAP ein (Mitgliedsnummer 3.144.707) und unterzeichnete im November 1933 das Bekenntnis der Professoren an den deutschen Universitäten und Hochschulen zu Adolf Hitler.
Sein Bruder Johannes Broermann (1897–1984) war ein bekannter Verleger (Duncker & Humblot).

## Schriften
- Über den Begriff der praktischen und theoretischen Intelligenz, Münster 1924 (zugleich Diss.)
- Allgemeine Psychologie: eine Einführung in ihre Tatsachen und Probleme mit besonderer Berücksichtigung der Pädagogik, Schöningh, 4. Aufl., Paderborn 1958 (zuerst 1929)
- Das Volksschulalter in charakterologischer, sozialpsychologischer und pädagogischer Beleuchtung, 2 Bde., Paderborn 1935